# Jessica Eddie
Jessica Jane "Jess" Eddie, född 7 oktober 1984 i Durham, är en brittisk roddare.
Eddie blev olympisk silvermedaljör i åtta med styrman vid sommarspelen 2016 i Rio de Janeiro.